# Tacking
Tacking är The Embassys andra studioalbum. Albumet släpptes i november 2005 av Service. Efter Tacking hade gruppen ett längre uppehåll mellan 2006 och 2011 då de enligt egen utsago inte längre trodde på albumet som format.

## Låtlista
1. "Some Indulgence"
2. "Time's Tight"
3. "Stage Persona"
4. "It Pays to Belong"
5. "Lurking (With a Distance)"
6. "Information"
7. "Paint"
8. "Tell Me"
9. "Was That All It Was"